# برانکو ایلیچ
برانکو ایلیچ (انگلیسی: Branko Ilić؛ زادهٔ ۶ فوریهٔ ۱۹۸۳) یک بازیکن فوتبال اهل اسلوونی است.
وی همچنین در تیم ملی فوتبال اسلوونی بازی کرده‌است.